# Snjófjöll
Snjófjöll är ett berg i republiken Island. Det ligger i regionen Västlandet, 100 km norr om huvudstaden Reykjavík. Toppen på Snjófjöll är 821 meter över havet.
Trakten runt Snjófjöll är nära nog obefolkad, med mindre än två invånare per kvadratkilometer. Det finns inga samhällen i närheten. Trakten runt Snjófjöll består i huvudsak av gräsmarker.